# Klieština
Klieština (em húngaro: Kelestény) é um município da Eslováquia, situado no distrito de Považská Bystrica, na região de Trenčín. Tem 5,31 km² de área e sua população, em 2018, foi estimada em 342 habitantes.

## Demografia
| Ano:        | 1994 | 2004   | 2014   | 2024   |
| ----------- | ---- | ------ | ------ | ------ |
| Broj ljudi: | 389  | 372    | 349    | 332    |
| Razlika:    |      | -4,37% | -6,18% | -4,87% |

| Ano:               | 2023 | 2024   |
| ------------------ | ---- | ------ |
| Número de pessoas: | 336  | 332    |
| Diferença:         |      | -1,19% |